# 生放送主
生放送主（なまほうそうぬし）とは、ライブストリーミングの動画共有サービスであるニコニコ生放送のユーザー生放送でライブ配信をしている者（配信者）を指すインターネットスラング。「生主（なまぬし）」や「放送主（ほうそうぬし）」、「ニコ生主（ニコなまぬし）」とも呼ばれる。
老若男女問わず様々な人物が生放送主になっている。
元々は一般人だった生放送主が芸能界デビューした例もあり、芸能事務所などに所属している者も存在する（片桐えりりか、小原ブラス、なあ坊豆腐@那奈、ナナカラットなど）。一般人の場合は個人情報を公開せずにハンドルネームで放送を行う者が大半であるが、自ら本名や生年月日を公開している者もいる。しかしリスナーによる詮索行為で個人情報を知られている生放送主もおり、実生活で被害が出た例もある。